# Forces de sécurité intérieure
Pour les articles homonymes, voir FSI.
Les Forces de sécurité intérieure (FSI) sont un corps représentant la police libanaise, et dont le directeur général est le général de division Imad Osman.
Son effectif est d'environ 30 000 personnes dans les années 2000.
Sa mission comprend :
- Le maintien de l'ordre[1].
- La sécurité routière[2].
- La lutte contre le terrorisme[3].